# Muzeum Tańca w Sztokholmie
Muzeum Tańca (szw. Dansmuseet) – muzeum znajdujące się w Sztokholmie. Zgromadzono w nim wszystko, co wiąże się z tańcem - kostiumy, maski, projekty scenografii, dzieła sztuki, plakaty, książki i programy.
W 1999 roku Muzeum Tańca przeniosło się do nowej siedziby przy skwerze Gustawa Adolfa, w dawnym budynku banku, u wylotu mostu Norrbro. Od 1953 muzeum znajdowało się w piwnicy Opery Sztokholmskiej.